# Babrosty
Babrosty (deutsch Babrosten) ist ein Dorf in der polnischen Woiwodschaft Ermland-Masuren, das zur Gmina Pisz (Johannisburg) im Powiat Piski (Kreis Johannisburg) gehört.

## Geographische Lage
Babrosty liegt in der östlichen Woiwodschaft Ermland-Masuren, fünf Kilometer östlich der Kreisstadt Pisz (deutsch Johannisburg).

## Geschichte
Das um 1750 Babrostow, nach 1785 Jeissuck und vor 1818 Jeiszag genannte kleine Dorf wurde 1538 mit vier Hufen und 15 Morgen nach Magdeburger Recht gegründet. 
Von 1874 bis 1945 war Babrosten in den Amtsbezirk Groß Kessel eingegliedert.
Am 1. Dezember 1910 waren in dem Dorf 117 Einwohner registriert. Ihre Zahl stieg bis 1933 auf 150 und belief sich 1939 auf 149.
Aufgrund der Bestimmungen des Versailler Vertrags stimmte die Bevölkerung im Abstimmungsgebiet Allenstein, zu dem Babrosten gehörte, am 11. Juli 1920 über die weitere staatliche Zugehörigkeit zu Ostpreußen (und damit zu Deutschland) oder den Anschluss an Polen ab. In Babrosten stimmten 100 Einwohner für den Verbleib bei Ostpreußen, auf Polen entfielen keine Stimmen.
Im Jahre 1945 kam Babrosten mit dem gesamten südlichen Ostpreußen zu Polen und erhielt die polnische Namensform „Babrosty“. Heute ist das Dorf Sitz eines Schulzenamtes (polnisch Sołectwo) und somit eine Ortschaft innerhalb der Stadt- und Landgemeinde Pisz (Johannisburg) im Powiat Piski (Kreis Johannisburg), bis 1998 der Woiwodschaft Suwałki, seitdem der Woiwodschaft Ermland-Masuren zugeordnet.

## Religionen
Bis 1945 war Babrosten in die evangelische Kirche Johannisburg in der Kirchenprovinz Ostpreußen der Evangelischen Kirche der Altpreußischen Union sowie in die römisch-katholische Kirche Johannisburg im Bistum Ermland eingepfarrt.
Heute gehören die Katholiken von Babrosty weiterhin zu Pisz, jetzt im Bistum Ełk der Römisch-katholischen Kirche in Polen gelegen. Die evangelischen Einwohner halten sich ebenfalls zur Kreisstadt, deren Kirchengemeinde zur Diözese Masuren der Evangelisch-Augsburgischen Kirche in Polen gehört.

## Schule
Babrosten wurde 1737 Schulort.

## Verkehr
Babrosty liegt verkehrstechnisch günstig an der polnischen Landesstraße 58, die in West-Ost-Richtung durch das südliche Masuren bis in die Woiwodschaft Podlachien führt. Die nächste Bahnstation ist Stare Guty (Gutten (J)) an der Bahnstrecke Olsztyn–Ełk (deutsch Allenstein–Lyck).